# Alchemy: Dire Straits Live
Alchemy: Dire Straits Live je prvi album uživo britanskog rock sastava Dire Straits. Snimljen je 23. srpnja 1983. u Hammersmith Apollu u Londonu, te objavljen 12. ožujka 1984.

## Popis pjesama

### Originalno izdanje
Prva strana
1. "Once Upon a Time in the West" – 13:01
  - "Intro: Stargazer"
2. "Romeo and Juliet" – 8:22

Druga strana
1. "Expresso Love" – 5:41
2. "Private Investigations" – 7:40
3. "Sultans of Swing" – 10:48

Treća strana
1. "Two Young Lovers"  – 4:51
2. "Tunnel of Love" – 14:38

Četvrta strana
1. "Telegraph Road" – 13:19
2. "Solid Rock" – 5:32
3. "Going Home – Theme from 'Local Hero'" – 4:58

### CD izdanje

#### Prvi disk
1. "Once Upon a Time in the West" – 13:01
  - "Intro: Stargazer"
2. "Expresso Love" – 5:45
3. "Romeo and Juliet" – 8:17
4. "Love Over Gold" – 3:27
5. "Private Investigations" – 7:34
6. "Sultans of Swing" – 10:54

#### Drugi disk
1. "Two Young Lovers"  – 4:49
2. "Tunnel of Love" – 14:29
3. "Telegraph Road" – 13:37
4. "Solid Rock" – 6:01
5. "Going Home – Theme from 'Local Hero'" – 6:05

## Produkcuja
- Mark Knopfler – gitara, vokal
- Alan Clark – klavijature
- John Illsley – bas-gitara
- Hal Lindes – gitara
- Terry Williams – bubnjevi

### Dodatni glazbenici
- Mel Collins – saksofon
- Joop de Korte – udaraljke
- Tommy Mandel – klavijature